# 疑早熟禾
疑早熟禾（学名：Poa incerta）为禾本科早熟禾属下的一个种。